# Johannes Laschinger
Johannes Laschinger (* 1955 in Straubing) ist ein deutscher Historiker und Archivar (Archivdirektor).

## Leben
Laschinger legte das Staatsexamen für das Lehramt ab und wurde 1983/84 bei Wilhelm Volkert an der Philosophischen Fakultät III der Universität Regensburg mit der Dissertation Geschichte der Spitalstiftungen in Straubing zum Dr. phil. promoviert. Danach durchlief er den Vorbereitungsdienst für den Höheren Archivdienst in Bayern. Er war von 1986 bis 2021 Leiter des Stadtarchivs Amberg.
Von 2009 bis 2012 war er Schriftführer des Historischen Vereins für Oberpfalz und Regensburg.

## Schriften (Auswahl)
- (Bearb.): Denkmäler des Amberger Stadtrechts (= Bayerische Rechtsquellen. Bd. 3). 3 Bände, Beck, München 1994 ff.

- Band 1: 1034–1450. 1994, ISBN 3-406-13063-1.
- Band 2: 1453–1556. 2004, ISBN 3-406-10657-9.
- Band 3: Privatrechtsurkunden von 1311 bis 1389. 2012, ISBN 978-3-406-13064-9.

- Theuern. Herrschaft – Hofmark – Hammerschloss (= Schriftenreihe des Bergbau- und Industriemuseums Ostbayern in Theuern. Bd. 31). Hrsg. Verein der Freunde und Förderer des Bergbau- und Industriemuseums Ostbayern, Kümmersbruck 1994, ISBN 3-925690-28-X.
- „Sag, kennst Du die Stadt“. Geschichten aus Amberg. Mit Zeichnungen von Manfred Raumberger, Buch- und Kunstverlag Oberpfalz, Amberg 1997, ISBN 3-924350-62-0.
- Amberg. Eine Stadt vor 100 Jahren. Bilder und Berichte. Sonderausgabe, Mittelbayerische Druckerei- und Verlagsgesellschaft, Regensburg 1998, ISBN 3-931904-45-8.
- Amberg. Die kurfürstliche Haupt- und Regierungsstadt der oberen Pfalz. Deutscher Sparkassenverlag, Stuttgart 2000, ISBN 3-09-303880-4.
- Amberg lässt grüßen. Amberger Ansichtskarten um 1900 (= Beiträge zur Geschichte und Kultur der Stadt Amberg. Bd. 1). Stadtarchiv Amberg, Amberg 2005, ISBN 3-924707-04-9.
- (Hrsg.): Archivische Schätze. Aus 975 Jahren Amberger Geschichte. Katalog zur gemeinsamen Ausstellung von Stadt- und Staatsarchiv Amberg vom 19.04. bis 31.05.2009 (= Beiträge zur Geschichte und Kultur der Stadt Amberg. Bd. 4). Stadtarchiv Amberg, Amberg 2009, ISBN 978-3-924707-08-8.
- (Hrsg.): Aus Ammenberg wird Amberg. Historische Vorträge aus 975 Jahren Amberger Geschichte (= Beiträge zur Geschichte und Kultur der Stadt Amberg. Bd. 5). Stadtarchiv Amberg, Amberg 2010, ISBN 978-3-924707-09-5.
- Amberg. Kleine Stadtgeschichte. Verlag Friedrich Pustet, Regensburg 2015, ISBN 978-3-7917-2652-6.